# Сары-Кюнгей
Сары-Кюнгей (кирг. Сары-Күңгөй) — село в Кара-Кульджинском районе Ошской области Кыргызстана. Входит в состав Сары-Булакского айылного аймака.

## География
Село расположено в северной части области, на берегах реки Сары-Кюнгей, вблизи места впадения её в реку Кызыл-Суу (левый приток реки Тар), на расстоянии приблизительно 13 километров (по прямой) к югу от села Кара-Кульджа, административного центра района. Абсолютная высота — 1715 метров над уровнем моря.

## Население
Согласно оценочным данным Национального статистического комитета Кыргызской Республики, численность населения села на начало 2023 года составляла 850 человек.
| год     | 2009 | 2014 | 2015 | 2020 | 2021 | 2023 |
| ------- | ---- | ---- | ---- | ---- | ---- | ---- |
| человек | 857  | 1147 | 1157 | 1106 | 1108 | 850  |